# تازة كند جبل
تازة كند جبل هي قرية في مقاطعة نقدة، إيران. يقدر عدد سكانها بـ 306 نسمة بحسب إحصاء 2016.